# Ars magna

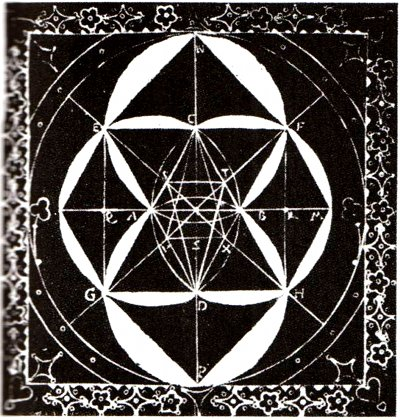
Figura mentis di Giordano Bruno

L'Ars magna (La grande arte) era un metodo inventato da Raimondo Lullo (1235-1315), teologo, filosofo e missionario catalano, da lui descritto nella sua opera Ars compendiosa inveniendi veritatem seu ars magna et maior (1274), tramite il quale, servendosi anche di schemi e figure, si potessero collegare concetti fondamentali, in una sorta di logica meccanica, in modo da ottenere verità in ogni campo del sapere.
Questa tecnica poteva anche essere usata come una forma di mnemotecnica, in quanto facilitava la memorizzazione delle nozioni di base, ma lo scopo ultimo era quello di «arrivare a una enciclopedia totale, a un sapere universale... Cioè a una "clavis" universale, cioè una "chiave" universale, che mi permetta di accedere a qualunque sapere nella sua totalità.»
L'ars magna voleva essere anche un trattato di retorica, scienza dell'invenzione e logica per un corretto uso della ragione, conseguibile anche attraverso vere e proprie macchine inferenziali combinatorie che Lullo costruì materialmente.
Nella Spagna del XIII secolo, dove convivevano cultura musulmana, cristiana ed ebraica, Lullo ricercava una modalità logico-dialettica per portare al cristianesimo gli islamici e gli ebrei. Le sue numerose opere scritte in arabo avevano lo scopo di convincere tramite rigide argomentazioni logiche arabi ed ebrei della superiorità della religione cristiana dimostrando loro la verità del dogma trinitario, il maggior ostacolo alla conversione dei miscredenti.

## L'ars magna

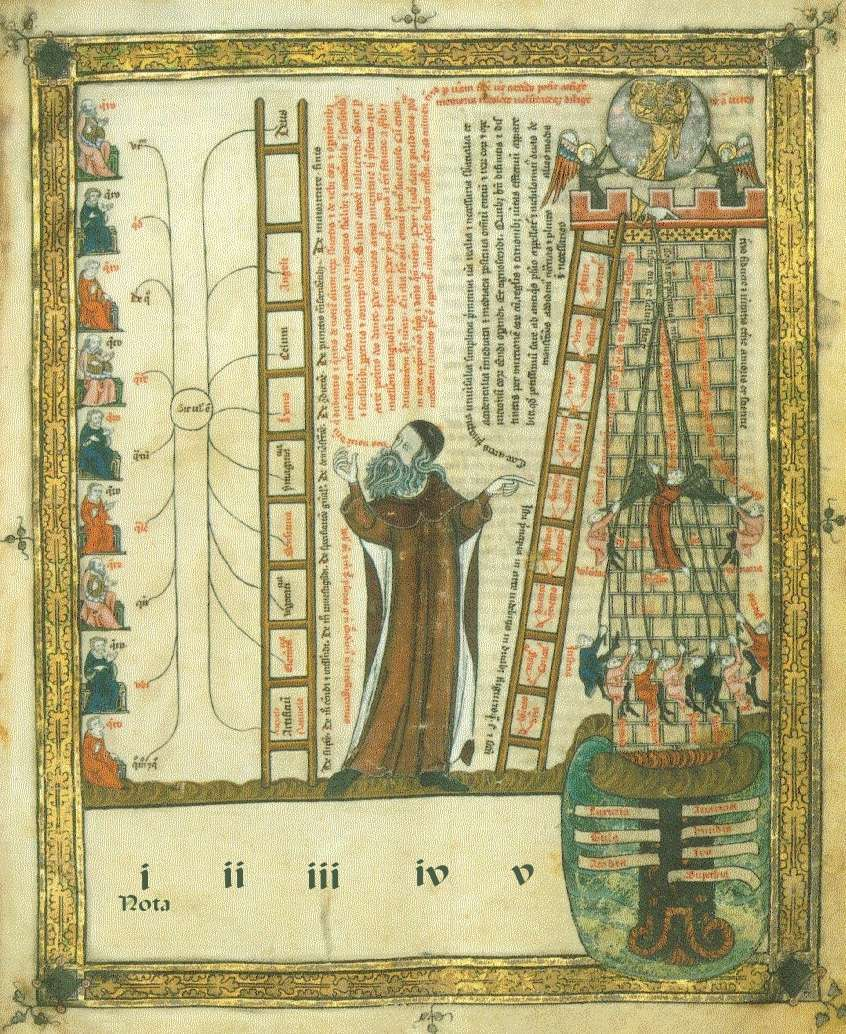
Ars magna, di Ramon Llull (Raimondo Lullo).

Si tratta, per Lullo, di trovare una scienza universale, tale che, nei principi di questa, siano contenuti i principi di tutte le scienze particolari. Il problema che il filosofo maiorchino cerca di risolvere originava da Aristotele che aveva distinto i principi comuni a ogni scienza dai principi propri di ciascuna. Aristotele nella sua opera di logica formale, gli Analitici, aveva già intravisto la possibilità di una scienza unica, dove i concetti semplici venissero simboleggiati con le lettere dell'alfabeto greco in modo da effettuare dei veri e propri calcoli sillogistici.
Nell'Ars generalis ultima (1305-1308) e nell'Ars brevis (1308), redazioni finali delle opere precedenti: Ars compendiosa inveniendi veritatem... , Ars demonstrativa (1275), Lullo vuole descrivere non tanto una logica quanto una tecnica di ricerca.
Mentre per Aristotele i principi non si basano su dimostrazioni ma derivano dall'esperienza e dall'induzione, Lullo crede di risolvere ogni problema con precisione matematica: parte dal presupposto che ogni proposizione sia scomponibile in elementi costitutivi e che i termini complessi siano riducibili a più termini semplici o principi. Supposto di aver completato il numero di tutti i termini semplici possibili, combinandoli in tutti i modi possibili si otterranno tutte le proposizioni vere possibili: nasce così l'"arte combinatoria".

### Logica, metafisica e teologia
I principi primitivi e fondamentali secondo Lullo sono diciotto, nove riguardano gli attributi di Dio («dignità») che sono espressi per la divinità al massimo grado:

bontà, grandezza, eternità, potenza, saggezza, volontà, virtù, verità, gloria;

altri nove riguardano le relazioni che possono intercorrere tra gli esseri finiti e contingenti:

differenza, concordanza, contrarietà, principio, mezzo, fine, maggioranza, uguaglianza, minoranza.

Questi principi vengono raffigurati con simboli o con lettere dell'alfabeto e possono essere correlati tra loro mediante cerchi concentrici o altre figure. Le varie combinazioni che risultano di volta in volta, rappresentano i diversi ragionamenti su varie questioni riguardanti la scienza e la teologia.
Poiché questi elementi primi essenziali sono il fondamento della realtà e i principi della conoscenza, allora la metafisica si identifica con la logica e questa ripropone per il sapere umano lo stesso ordine (le rationes eterne) che Dio ha posto nella creazione della natura, che, secondo l'insegnamento di Sant'Agostino, è l'altra faccia di Dio, «il libro su cui s'impara a conoscere Dio», al quale, alla fine, potremo misticamente congiungerci.
L'ars magna fu quasi del tutto dimenticata dagli autori medioevali mentre fu riscoperta nel Rinascimento dove fu utilizzata nell'alchimia e nell'astrologia e nelle scienze occulte. Giordano Bruno ad esempio, era considerato un esperto di questa tecnica.
Ancora nel '600 l'ars magna trovò cultori come Agrippa di Nettesheim (1486–1535), il gesuita Athanasius Kircher (1602–1680), il "maestro in un centinaio d'arti", Pierre Gassendi (1592–1655), George Dalgarno (1626 ca-1687), ma furono soprattutto Thomas Hobbes (1588–1679) e i suoi seguaci che tentarono di svilupparla ed applicarla ad ogni campo del sapere.

## L'ars combinatoria

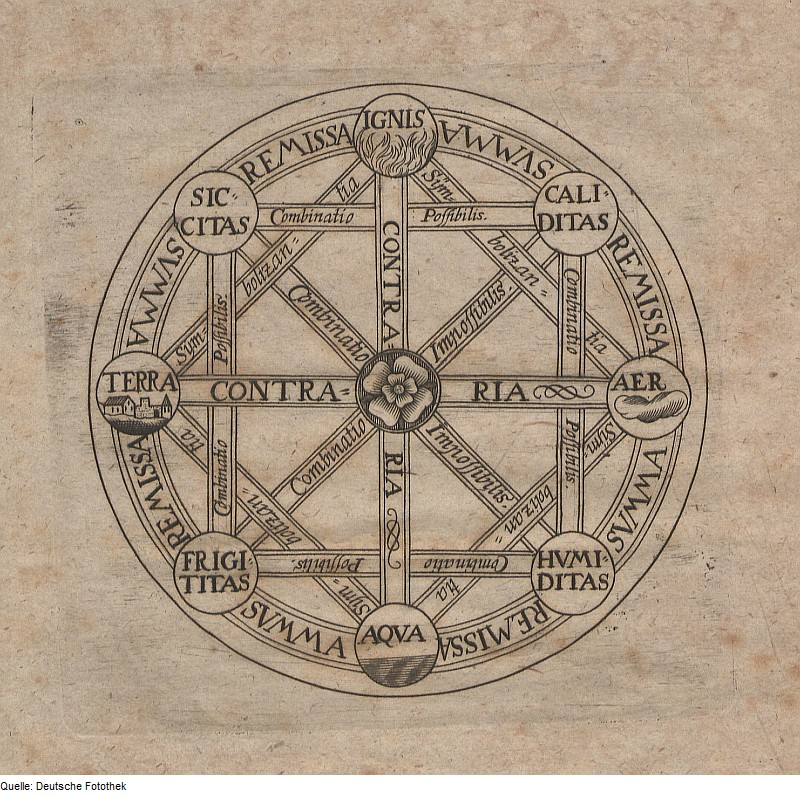
Frontespizio dell'Ars combinatoria di Leibniz.

Con il nome di ars combinatoria, l'Ars magna ricompare con Leibniz (1646–1716). Tra gli svariati interessi del filosofo vi era infatti anche quello per lo studio del linguaggio sul quale egli riteneva potesse fondarsi una nuova scienza: l'"Ars combinatoria": una simbolizzazione del pensiero con cui operare calcoli logico-matematici.
Nella sua Dissertatio de arte combinatoria (1666) Leibniz si proponeva di creare un metodo con il quale, servendosi di proposizioni primitive, attraverso la loro combinazione, si potessero verificare le verità già presenti (ars demonstrandi) e trovarne di nuove (ars inveniendi).
Perché questo potesse avvenire occorreva che concetti complessi potessero scomporsi sino alla loro primitiva semplicità e che fosse possibile realizzare un linguaggio unico per tutte le scienze, una specie di «alfabeto del pensiero umano» composto da simboli (characteristica universalis) che potessero combinarsi tra loro così come avviene per le idee con l'attività di pensiero.
La combinazione dei segni doveva avvenire secondo precise regole (calculus ratiocinator), come per la matematica, che proprio in questo modo calcola le entità quantitative, così con il calculus si potranno escludere le entità create dall'immaginazione, quelle cioè che non hanno cioè un fondamento razionale.
I discepoli di Leibniz, Christian Wolff (1679-1754) , Johann Heinrich Lambert (1728-1777), cercheranno, senza successo, di rendere esecutivo il progetto del maestro ma arriveranno comunque a sviluppare i principi della logica formale aristotelica fondando la logica matematica.